# Список сутт «Дигха-никаи»

## Силаккхандха-вагга
| Индекс | Название                                                    | Содержание |
| ------ | ----------------------------------------------------------- | --- |
| ДН 1   | Брахмаджала сутта                                           | Наставление о сети Брахмы. Описание и сравнение позиции Будды и других индийских мудрецов по вопросам бытия и времени. |
| ДН 2   | Саманняпхала сутта                                          | Плоды отшельничества. О зримых плодах отшельничества. Также затрагиваются воззрения некоторых других учителей-современников Будды.                                                                                               |
| ДН 3   | Амбаттха сутта                                              | Рассуждения юного Амбаттхи. О зримых плодах отшельничества, дискуссия на тему первенства кшатриев перед брахманами. |
| ДН 4   | Сонаданда сутта                                             | Рассуждения брахмана Сонаданды. Что значат внешняя красота, священные тексты и происхождение по сравнению с нравственностью и постижением? И стоит ли думать о своем авторитете и деньгах, когда разговариваешь с Просветленным? |
| ДН 5   | Кутаданта сутта                                             | Рассуждения брахмана Кутаданты. О зримых плодах отшельничества, о традициях жертвоприношений. |
| ДН 6   | Махали сутта                                                | Рассуждения брахмана Махали. О зримых плодах отшельничества, четыре степени святости. |
| ДН 7   | Джалия сутта                                                | Рассуждения аскета Джалии. Совпадает ли жизненное начало с телом или это разные вещи? Только практика дает ответ. |
| ДН 8   | Кассапа сиханада-сутта (Махасиханада-сутта, Сиханада-сутта) | Львиный рык (аскету) Кассапе. В чём состоит подлинное подвижничество? Не в том, чтобы как можно больше ограничивать себя, а в достижении совершенства в нравственности, мысли и постижении.                                      |
| ДН 9   | Поттхапада сутта                                            | Теории и путь тренировки для утончения сознания вплоть до его исчезновения. |
| ДН 10  | Субха сутта                                                 | Рассказ Ананды о трех сводах предписаний: нравственности, сосредоточенности и постижении. |
| ДН 11  | Кеваддха сутта (Кеватта сутта)                              | Будда объясняет, почему он избегает публичной демонстрации чудес, и какое чудо самое превосходное: когда полностью исчезают четыре стихии, все названия и формы.                                                                 |
| ДН 12  | Лохичча сутта                                               | Если Освобождения нужно достичь самостоятельно, то зачем тогда учитель? Не создает ли обучение новые помехи? И есть ли достойные учителя? Отвечая, Будда подытоживает весь путь практики.                                        |
| ДН 13  | Тевидджа сутта                                              | О знании трёх Вед. Критика ритуализма и претензий брахманов на познание Брахмана как первоначала Мира. |

## Маха-вагга
| Индекс | Название                           | Содержание |
| ------ | ---------------------------------- | --- |
| ДН 14  | Махападана сутта                   | Беседа о линии будд. Шесть будд прошлых времён. Жизнь Будды Випасси. |
| ДН 15  | Маханидана сутта                   | Великая проповедь о причинах. |
| ДН 16  | Махапариниббана сутта              | Великое Окончательное Освобождение. О последних днях жизни Будды и его уходе в нирвану. Содержит многочисленные указания Будды, определившие дальнейшее развитие его Учения.                                                             |
| ДН 17  | Махасудассана сутта                | Данная история, рассказанная Буддой незадолго до своей кончины, описывает его перерождение царём-миродержцем Махасудассаной. На примере всей той роскоши, которую он тогда имел, Будда показывает непостоянство всего конструированного. |
| ДН 18  | Джанавасабха сутта                 | |
| ДН 19  | Махаговинда сутта                  | |
| ДН 20  | Махасамая сутта                    | О великом собрании божеств. |
| ДН 21  | Саккапаньха сутта (отрывок)        | Вопросы Шакры. |
| ДН 22  | Махасатипаттхана сутта             | Об основах памятования. Принципы буддийской медитации. |
| ДН 23  | Паяси сутта (Паяси-раджання-сутта) | Рассуждения Паяси. Полемика о наличии у человека души и последствиях добрых и злых дел. |

## Патика-вагга
| Индекс | Название                                                                           | Содержание |
| ------ | ---------------------------------------------------------------------------------- | --- |
| ДН 24  | Патика сутта                                                                       | Сутта о том, как шарлатан Патикапутта решил с Буддой магической силой помериться.                                                                                            |
| ДН 25  | Удумбарика-сиханада сутта                                                          | |
| ДН 26  | Чаккаватти-сиханада сутта                                                          | Львиный рык миродержца. Будда рассказывает, как умелые поступки приводят к долголетию, красоте и счастью. Также он предсказывает появление следующего будды по имени Меттея. |
| ДН 27  | Агганья сутта                                                                      | Сутта о происхождении Вселенной, людей и сословий. |
| ДН 28  | Сампасадания сутта                                                                 | |
| ДН 29  | Пасадика сутта                                                                     | |
| ДН 30  | Лаккхана сутта (отрывок)                                                           | Признаки. |
| ДН 31  | Сигаловада сутта (Сингала-сутта, Сингаловада-сутта, Сингалака-сутта, Сигала-сутта) | Беседа с Сигалой. Советы мирянам о поведении по отношению к родителям, супругам, детям, ученикам, учителям, работникам, начальникам, друзьям и духовным наставникам.         |
| ДН 32  | Атанатия сутта                                                                     | Защитные строфы 7 будд прошлого |
| ДН 33  | Сангити сутта                                                                      | |
| ДН 34  | Дасуттара сутта                                                                    | |